# Marquesado de Roncali
El marquesado de Roncali es un título nobiliario creado, el 14 de mayo de 1867 por la reina Isabel II, a favor de Joaquín de Roncali y Ceruti, político, ministro de Estado y de Gracia y Justicia y senador del Reino. En 6 de agosto de 1868, la reina Isabel II le concedió la grandeza de España al primer titular.

## Marqueses de Roncali
|                        | Titular                                | Periodo                |
| Creación por Isabel II | Creación por Isabel II                 | Creación por Isabel II |
| ---------------------- | -------------------------------------- | ---------------------- |
| I                      | Joaquín de Roncali y Ceruti            | 1867-1875              |
| II                     | Cristina de Roncali y Gaviria          | 1875-1928              |
| III                    | Ignacio de Bertodano e Higuera         | 1952-2023              |
| IV                     | María del Pilar de Bertodano y Guillén | 2024-pres.             |

## Historia de los marqueses de Roncali
- Joaquín de Roncali y Ceruti (Cádiz, 8 de septiembre de 1811-Madrid, 6 de febrero de 1875), i marqués de Roncali, grande de España.[2][1]

Casó, en junio de 1850, con María de los Dolores de Gaviria y Gutiérrez, hija de los marqueses de Gaviria y condes de Buena Esperanza. En 1 de septiembre de 1875, le sucedió su hija unigénita:
- Cristina de Roncali y Gaviria (Granada o de octubre de 1851-Valencia, 28 de mayo de 1928, ii marquesa de Roncali.[3][1]

Casó, en Madrid, el 12 de mayo de 1877, con Antonio de Romrée y Paulín e Cebrián y de la Peña. En 20 de junio de 1952, le sucedió su pariente:
- Ignacio de Bertodano e Higuera (Zaragoza, 22 de noviembre de 1934-Zaragoza, 22 de noviembre de 2023), iii marqués de Roncali[1] y iii vizconde de Alcira.[5] Era hijo de Ignacio de Bertodano y Avial, ii vizconde de Alcira,[a] y de María Ángela Higuera y Pueyo, casados en Zaragoza el 2 de julio de 1919.[5]

Casó con María del Pilar Guillen y Montenegro. Su hijo, Ignacio de Bertodano y Guillén sucedió, por cesión, en 1988, al vizcondado de Alcira. Sucedió su hija:
- María del Pilar de Bertodano y Guillén, iv marquesa de Roncali.[7]